# Sportvagns-VM 1954
Sportvagns-VM 1954 kördes över sex omgångar med Ferrari som mästare.

## Delsegrare
| Bana         | Vinnare                                   | Märke    |
| ------------ | ----------------------------------------- | -------- |
| Buenos Aires | Giuseppe Farina Umberto Maglioli          | Ferrari  |
| Sebring      | Bill Lloyd Stirling Moss                  | O.S.C.A. |
| Mille Miglia | Alberto Ascari                            | Lancia   |
| Le Mans      | José Froilán González Maurice Trintignant | Ferrari  |
| Dundrod      | Mike Hawthorn Maurice Trintignant         | Ferrari  |
| Veracruz     | Umberto Maglioli                          | Ferrari  |

## Märkes-VM
| Plats | Märke    | Poäng |
| ----- | -------- | ----- |
| 1     | Ferrari  | 32    |
| 2     | Lancia   | 20    |
| 3     | Jaguar   | 10    |
| 4     | O.S.C.A. | 8     |
| 5     | Maserati | 7     |
| 6     | Porsche  | 5     |